# Ihrowica (gmina)
Ihrowica – dawna gmina wiejska w powiecie tarnopolskim województwa tarnopolskiego II Rzeczypospolitej. Siedzibą gminy była Ihrowica.

## Historia
Gminę utworzono 1 sierpnia 1934 r. w ramach reformy na podstawie ustawy scaleniowej z dotychczasowych gmin wiejskich: Ditkowce, Dubowce, Ihrowica, Iwaczów Dolny, Iwaczów Górny, Mszaniec, Jankowce (część) i Obarzańce (część).
W marcu 1938 przyznano marszałkowi Edwardowi Śmigłemu-Rydzowi honorowe obywatelstwo gminy.
Po II wojnie światowej obszar gminy znalazł się w ZSRR.